# Anselme Chiasson
Pour les articles homonymes, voir Chiasson.
Anselme Chiasson (Chéticamp, Nouvelle-Écosse 3 janvier 1911 - Montréal, 25 avril 2004) est un prêtre catholique, ethnographe et folkloriste acadien. Il fut un ardent défenseur de l'Acadie et son nom est associé à la fondation non seulement de l'Université de Moncton, mais surtout du Centre d'études acadiennes qui, sous son impulsion, est devenu une référence sur l'histoire, la culture et la généalogie acadiennes.

## Biographie
Il a suivi des études classiques au collège séraphique d'Ottawa en Ontario et des études théologiques à la Chapelle de la Réparation des Pères capucins de Montréal. Il a été ordonné prêtre capucin à Chéticamp en 1938.
« Le père Anselme a joué plusieurs rôles en Acadie : grand nationaliste, il a été un défenseur de la langue et de la culture. » En même temps d'être un représentant de l'Église et de prêcher la foi toute sa vie, il a dénonçait, dans le journal, les injustices envers la communauté acadienne qu'il signait : « La Piquine ».
« Le père Anselme a beaucoup publié sur le folklore acadien. Tout comme les prêtres du début du XXe siècle, comme Thaddée Bourque et Philéas Bourgeois, il possédait une vision [...] idéalisée du passé. En tant que maître de théologie, il prêchait l'attachement aux valeurs morales traditionnelles et son œuvre est nécessairement teintée par ses principes. »
Le père Anselme est professeur de philosophie de 1941 à 1946, curé de la paroisse Saint-François-d'Assise à Ottawa de 1949 à 1957 et professeur de théologie de 1957 à 1959. Il s'établit ensuite à Moncton, où il fonde un couvent de Capucins.
Anselme Chiasson a éminemment participé à promouvoir la recherche historique. En 1960, il cofonde avec le Père Clément Cormier, ainsi que le journaliste Émery Leblanc la Société historique acadienne au Nouveau-Brunswick. Il sera également archiviste. Il participe à la création d'une collection du Centre d'études acadiennes de l'Université de Moncton.
« On considère en général que le père Anselme a accumulé la collection la plus importante de folklore acadien, mais en réalité ses collectes dépassent peu les deux régions où il a concentré ses enquêtes, soit Chéticamp et les Îles-de-la-Madeleine. »
Il fut l'âme du mouvement qui a fait connaître l'Acadie aux Acadiens. Conseiller et ethnologue en histoire d'Acadie et en folklore acadien, il fonde en 1961 Les Éditions des Aboiteaux, la première maison d'édition en Acadie. Il est lui-même l'auteur d'une quinzaine de livres.
En 1981, à l'occasion de son 70e anniversaire, un recueil d'articles intitulé En r'montant la tradition est publié en son honneur. Dans celui-ci, l'écrivaine Antonine Maillet écrivait : « De tous les Acadiens que je connaisse, le père Anselme Chiasson est le plus acadiens. » 
Il s'est éteint à Montréal le 25 avril 2004 à l'âge 93 ans, après une courte maladie pulmonaire.
En 2006, Godefroy Dévost publie la biographie d'Anselme Chiasson intitulée Les deux allégeances d'Anselme Chiasson. Sa vie et son œuvre.

## Œuvres
- Chansons d'Acadie (7 volumes), Moncton, Éditions des Aboiteaux, 1942-1985
- Chéticamp. Histoires et traditions acadiennes, Moncton, Éditions des Aboiteaux, 1961, 317 p.
- Légendes des Îles-de-la-Madeleine, Moncton, Éditions des Aboiteaux, 1969, 123 p.  (ISBN 2760000192)
- Les Îles-de-la-Madeleine, vie matérielle et sociale, Montréal, Leméac, 1981, 269 p.  (ISBN 2760952932)
- L'histoire des tapis hookés de Chéticamp et de leurs artisans (et al.), Yarmouth, Éditions Lescarbot, 1985, 153 p.  (ISBN 0969155220)
- Sainte-Anne-de-Kent 1886-1986 (avec Arthur Poirier), Sainte-Anne-de-Kent, Éditions Chockpish, 1986, 149 p.  (ISBN 0919488269)
- Le diable Frigolet : et 24 autres contes des Îles-de-la-Madeleine, Moncton, Éditions d'Acadie, 1991, 224 p.  (ISBN 2760001849)
- Contes de Chéticamp, Moncton, Éditions d'Acadie, 1994, 132 p.  (ISBN 2760002640)
- Chéticamp : mémoires, Moncton, Éditions des Aboiteaux, 1996, 228 p.  (ISBN 0969000405)
- Anna Malenfant : gloire de l'Acadie et du Canada, Moncton, Éditions d'Acadie, 1999, 156 p.  (ISBN 2760004503)
- L'eau qui danse, l'arbre qui chante et l'oiseau de vérité, Montréal, Planète rebelle, 302 p.  (ISBN 2922528510)

## Prix et honneurs
- 1963 - Prix Champlain[2]
- 1976 - Membre de l'Ordre du Canada[2]
- 1976 - Doctorat honoris causa en histoire, Université de Moncton[2]
- 1979 - Prix du 3-Juillet-1608[2]
- 1979 - Membre de l'Ordre des francophones d'Amérique[2]
- 1980 - Folkloriste canadien de distinction, Association canadienne d'ethnologie et de folklore[2]
- 1996 - Médaille Marius-Barbeau[2]
- 1999 - Chevalier de l'ordre national du Mérite[2]
- 1999 - Centre des arts de Chéticamp est rebaptisé Centre des arts Père-Anselme-Chiasson[3]
- 2001 - Prix Hommage, Académie des arts et des lettres de l'Atlantique[2]
- 2002 - Chevalier de l'ordre de la Pléiade[2]
- 2002 - Création du Prix Anselme Chiasson, pour récompenser un représentant.e de la parole conteuse[7]
- 2003 - Officier de l'Ordre du Canada[2]
- 2007 - Centre d'études acadiennes est rebaptisé Centre d'études acadiennes Anselme-Chiasson[3]